# Швиндег
Швиндег (њем. Schwindegg) општина је у њемачкој савезној држави Баварска. Једно је од 31 општинског средишта округа Милдорф ам Ин. Према процјени из 2010. у општини је живјело 3.507 становника. Посједује регионалну шифру (AGS) 9183144.

## Географски и демографски подаци
Швиндег се налази у савезној држави Баварска у округу Милдорф ам Ин. Општина се налази на надморској висини од 431 метра. Површина општине износи 20,7 km². У самом мјесту је, према процјени из 2010. године, живјело 3.507 становника. Просјечна густина становништва износи 169 становника/km².